# Aslak Gjesdal
Aslak Gjesdal, född 12 december 1918, död 11 december 2011, var en norsk fotbollsspelare som spelade för Ålgård Fotballklubb då laget var i Hovedserien, som då var den högsta divisionen. Han spelade 15 matcher och gjorde 6 mål i Hovedserien 1949 och 1950. Totalt spelade han 336 matcher och gjorde 174 mål för Ålgård.